# توم إينجيلسبي
توم إينجيلسبي (بالإنجليزية: Tom Ingelsby)‏ مواليد 12 فبراير 1951 في فيلادلفيا، هو مدرب كرة سلة أمريكي ولاعب سابق. بدأ مسيرته الاحترافية في سنة 1973. تم اختياره من قبل فريق أتلانتا هوكس خلال الدرافت. يبلغ طوله 6 قدم 3 بوصة (1.9 م). اعتزل اللعب في 1976.

## روابط خارجية
- توم إينجيلسبي على موقع إن بي أي (الإنجليزية)
- توم إينجيلسبي على موقع سبورتس رفرنس (الإنجليزية)
- توم إينجيلسبي على موقع كلية كرة السلة في سبورتس رفرنس.كوم (الإنجليزية)
- توم إينجيلسبي على موقع ريلجم (الإنجليزية)
- توم إينجيلسبي على موقع بروبوليرز (الإنجليزية)